# رواية روبرت آدمز
الرواية هو مذكرات للبحار الأمريكي روبرت ادامز نشر لأول مرة في عام 1816، هو قصة للمغامرات التي عاشها ادامز عندما كان بحارا امريكيا عمره 25 عاما، ادعى أنه استبعد في شمال أفريقيا لمدة ثلاث سنوات من عام 1810 إلى عام 1814 بعد أن نجى من حطام غرق السفينة. قيل إن القنصل البريطاني قد تلقى فدية أخيراً ونسق طريقه في نهاية المطاف إلى لندن، عندما كان هناك أصبح متسولا عشوائياً في الشوارع ثم تم الكشف عنه عن طريق شركة التجار للتجارة في افريقيا حيث أدلى بالتفاصيل الكاملة عن مغامراته.
ادعى ادامز أنه قد زار تمبكتو أثناء استبعاده ذلك يعني أنه أول غربي وصل إلى هذه المدينة. عند تحريره من الاستبعاد وعودته إلى أوروبا نشرت قصة ادامز في روايتين مختلفتين ومعدلتين بصورة جيدة ومن أبرزها السرد لروبرت ادامز. وبسبب التأييد الذي حضيت به قصته من أكثر الرجال معرفة في انجلترا بما ذلك أشخاص من الحكومة الذين يملكون اهتماما عاليا في افريقيا.حضت روايته بالمصداقية إلا أنها كانت تعاني من السخافة الصارمة، غالبا ما أخذ على قصته أنها مثال على الرقيق الأبيض وعرفت على نطاق واسع إنها قصة ملفقة مما أدى ذلك إلى رفضها في المناقشات والتسجيلات.

## الأدلة
قد سعى الأوروبيون إلى الحصول على الثورات الذهبية الموجودة في تمبكتو ولسنوات عديدة أرسلوا رحلات استكشاف بعد حملة لاجتياح المدينة النائية.
بالرغم من ذلك لم يعد هناك أي شاهد في الغرب موثوق به من تمبكتو لتبادل تجربته واخر المستجدات التي تلقاها الأوروبيون من ليو أفريكانوس في القرن السادس عشر.كان ليو أفريكانوس مورا مسيحياً من جنوب اسبانيا ليس غربياً حقيقيا
بحلول أوائل القرن التاسع عشر عندما املى روبرت ادامز روايته أصبحت تمبكتو حلما بعيد المنال بالنسبة الاوربيين هدفا بعيد الحصول عليه.
كان الدواردو افريقيا لكن الأجانب تجرأو ودخلوا المدينة والمناطق المجاورة واجبروهم على الاختيار بين تبني العقائد المحلية أو تحمل معاناة قطع الرأس
حاول المستكشفون التاليون القيام بالعديد من البعثات الاستكشافية الفاشلة إلى مدينة تمبكتو النائية منهم: الأمريكي جون ليديارد، والإنجليزي سيمون لوكاس، والرائد الأيرلندي دانييل هوتون، والإسكتلندي مونجو بارك، والألماني فريدريك هورنمان، ورجل إنجليزي يُدعى نيكولز، والسويسري.  المستكشف يوهان لودفيج بوركهارت.  لقد فشلوا جميعًا وبكل الطرق، غالبًا إما عن طريق الاختفاء في منتصف الرحلة أو بالموت قبل الوصول إلى المدينة وكذلك معظمهم لم يعودوا إلى ديارهم.
كانت القصة أو (السرد) لروبرت ادامز مهمة جداً لسببين:
أولا /لأنها حكاية عن شخص غربي الذي تمكن اخيرا من الوصول إلى المدينة الشهيرة التي طال الانتظار في الوصول إليها بسبب ثرواتها المفترضة واحتياطاتها الهائلة من الذهب
ثانيا/ لانه قيل أنه وصل إلى المدينة عن طريق الصدفة وليس من أجل استكشاف منظم.
وبالرغم من الجدل حول صحة قصة آدامز، فإن نشر روايته كان بمثابة انتصار للعلم البريطاني والاستكشاف.  على الرغم من أنه قيل أن  آدامز كان أمريكيًا، فقد تم سرد قصته في إنجلترا، وتم نشر الرواية هناك، ووهب إنجلترا نصرًا دوليًا.
في الأزمنة القديمة، غالبًا ما يُستشهد بحكايات آدامز كمثال على الرقيق البيضاء.  وعلى الرغم من ذلك تم ذكره على أنه اسمر في حكايته، نظرًا لعدم وجود سجل يشرح عنه أو عائلته على جانبي المحيط الأطلسي، وبسبب التناقضات العديدة الأخرى في قصته، تم قبول قصته على أنها ملفقة.